# حول الجامع (السدة)

تعديل مصدري - تعديل

حول الجامع محلة تابعة لقرية خدار، التابعة لعزلة جبل عصام بمديرية السدة إحدى مديريات محافظة إب في الجمهورية اليمنية.، بلغ تعداد سكانها 256 حسب تعداد اليمن لعام 2004.